# John Paterson (Architekt)

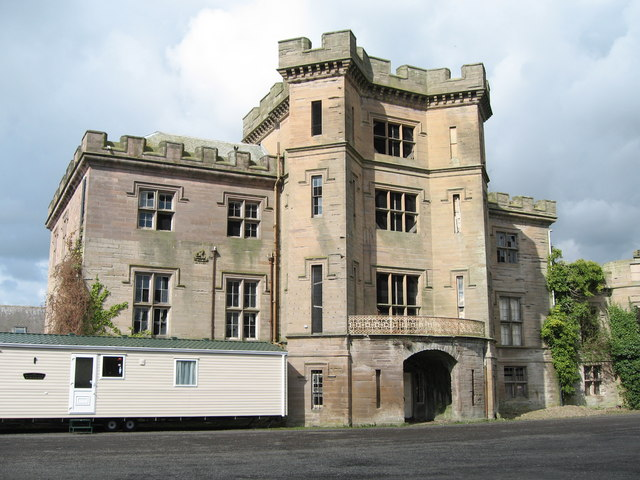
Barmoor Castle

John Paterson (* vor 1784 † 1832) war ein schottischer Architekt. Er wurde zusammen mit Robert Adam (1728–1792) ausgebildet, dem er beim Bau des Edinburgh University Old College assistierte.

## Leben
John Paterson wurde als der zweite Sohn von George Paterson, einem Edinburgher Architekten und Baumeister, der mit Robert Mylne verbunden war und in der St John Street im Canongate in einem Gebäude lebte, das er mit Francis Charteris, Earl of Wemyss und March und danach geteilt hatte, geboren. 
Er lebte bis 1784 in der St. John Street und zog dann nach Elgin, wo er mit Sir James Grant arbeitete.
1789 kehrte er nach Edinburgh zurück, wo er den Bau des Old College für Robert Adam beaufsichtigt hatte. 1791 eröffnete er ein Büro in der 2 North Bridge. 1820 wurde er Lehrling Anthony Salvin.
Kurz vor seinem Tod wird er sein Leben am 24 Buccleuch Place auf der Südseite von Edinburgh, südlich des George Square, aufgeführt.

## Werke (Auswahl)
- Monzie Castle, 1785–1790
- Barmoor Castle, um 1801
- Pinkie House, 1800
- Eglinton Castle
- Winton House, 1805
- Milbourne Hall, 1797–1810